# Carmen Nájera Domingo
Carmen Nájera Domingo   (Nájera, 12 de gener de 1951) és una química espanyola, catedràtica del Departament de Química Orgànica de la Universitat d'Alacant i acadèmica de la Reial Acadèmia de Ciències Exactes, Físiques i Naturals.

## Biografia
Va acabar els seus estudis de Química a la Universitat de Saragossa el 1973 i la seva tesi doctoral a la Universitat d'Oviedo el 1979 sota la direcció de José Barluenga Mur i Miguel Yus Astiz.
El seu àmbit de recerca són els processos catalítics en síntesi orgànica. Ha publicat més de 300 articles en revistes internacionals i és membre numerari de la Reial Acadèmia de Ciències Exactes, Físiques i Naturals. A més, és co-fundadora i directora tècnica de l'empresa Medalchemy dedicada a la preparació de productes farmacèutics des de 2002.
La seva labor investigadora actual està centrada, sobretot, en catàlisi asimètrica, utilitzant catalitzadors quirals que permetin dur a terme reaccions que condueixin a un únic enantiòmer. Per enantiòmers s'entén les molècules iguals que no es poden superposar, però que entre elles tenen una relació especular o com si tinguessin un mirall entre ambdues. Aquestes substàncies són molt importants especialment en la indústria farmacèutica.
Ha publicat més de 320 treballs en revistes internacionals, 20 capítols de llibre i 6 patents amb un índex h = 56 i ha dirigit 40 tesis doctorals. Ha impartit més de 150 conferències en congressos i institucions nacionals i estrangeres.
És autora d'una patent sobre un procediment per a l'obtenció de molècules inhibidores del virus de l'hepatitis C, amb un nou procediment d'obtenció, molt més ràpid, que neutralitza la resistència del virus sense els efectes secundaris d'altres teràpies actuals.
Carmen Nájera és una de les científiques més citades en l'àmbit internacional en el seu camp i ha obtingut nombrosos premis i reconeixements en l'àmbit internacional.

## Premis i reconeixements
En 2006 va obtenir el Premi de Química Orgànica de la Reial Societat Espanyola de Química i el Premi Rosalind Franklin International Lectureship de la Societat Anglesa de Química.
En 2010 es va convertir en la primera científica espanyola a rebre el Premi de la Societat Francesa de Química per la seva trajectòria investigadora.
En 2012 fou escollida acadèmica de la Reial Acadèmia de Ciències Exactes, Físiques i Naturals. Va prendre'n possessió en 2014 amb el discurs Síntesis catalítica asimétrica ¿Es posible emular a la naturaleza?
En 2013 va ser triada Active Member de l'Acadèmia Europea de les Ciències i les Arts, amb seu a Salzburg (Àustria). L'Acadèmia Europea de les Ciències i les Arts és transnacional i interdisciplinària i compta amb 1.500 membres entre els quals destaquen 28 premis Nobel.
En 2015 va ser guardonada amb el Premi Internacional IUPAC 2015 Distinguished Women in Chemistry or Chemical Engineering Awards. IUPAC 2015 accepta propostes de dones professionals de la química i enginyeria química de tots els països i es concedeix en reconeixement de la trajectòria professional.